# Михалевич, Павел
Павел Михалевич (бел. Павел Міхалевіч; род. 22 января 1974, Минск) — белорусский футболист, выступавший на позиции полузащитника.

## Карьера
Начинал заниматься футболом в минских клубах «Юность» и «Динамо». Позже футболист по программе обмена перебрался в любительский нидерландский клуб «Квик-1888». В 1993 году перешёл в клуб НЕК. Свой дебютный матч в Эредивизи сыграл 11 сентября 1994 года против клуба «Волендам». Дебютным голом за клуб отличился 28 мая 1995 года в матче против «Гронингена». На протяжении нескольких лет был игроком клуба. В 2001 году перешёл в клуб ЯВК Кёйк. Последним в карьере футболиста стал клуб «Ахиллес ’29». В июле 2004 года завершил профессиональную карьеру футболиста.
После завершения карьеры футболиста стал работать в собственной транспортной компании, которая занимается перевозками товаров из Европы в Белоруссию, Россию и Украину. Имеет диплом Высшей экономической школы, который защитил в возрасте 26 лет будучи ещё футболистом. Также стал одним из спонсоров своего бывшего клуба НЕК.